# William Riker
William Thomas "Will" Riker es un personaje ficticio que aparece en la franquicia Star Trek. Aparece principalmente como uno de los protagonistas de la serie Star Trek: La nueva generación. Sirve como primer oficial en la nave USS Enterprise (NCC-1701-D) con el rango de comandante a las órdenes del capitán Jean-Luc Picard quién informalmente le llama Primero, o Número Uno según la versión latinoamericana, con el tiempo se convierte en el capitán del USS Titan y se casa con la consejera Deanna Troi. Está interpretado por el actor Jonathan Frakes. 
Después se retira y tiene un hijo fallecido, Thaddeus y una hija, Kestra, ambos de su matrimonio con Deanna.

## En la cultura popular
En 1993, la empresa de software para mainframe Boole & Babbage anunció que había firmado un acuerdo de licencia de dos años, pagando a Paramount Pictures 75.000 dólares al año, para utilizar imágenes de Star Trek en la publicidad de sus productos. La campaña de Boole & Babbage utilizó a Frakes, interpretando su personaje en sus anuncios temáticos.

## Recepción
En 2009, IGN calificó a William Riker como el 22º mejor personaje de todo Star Trek hasta ese momento.
En 2016, la revista Wired clasificó al primer oficial Riker como el sexto personaje más importante de la Flota Estelar dentro del universo de ciencia ficción de Star Trek.
En 2017, IndieWire clasificó a Riker como el segundo mejor personaje de Star Trek: The Next Generation.
En marzo de 2018, TheWrap colocó a William Riker en el quinto lugar de 39 en un ranking de personajes principales del elenco de la franquicia Star Trek. En octubre de 2018, CBR clasificó a Riker como el duodécimo mejor personaje de la Flota Estelar de Star Trek.
En 2019, CinemaBlend clasificó a Riker como el quinto mejor personaje de la Flota Estelar de todos los tiempos.  Señalan que es bueno en su trabajo como "Número Uno", primer oficial del Capitán Picard en la nave estelar USS Enterprise 1701-D.